# Manu Leiataua
Manu Leiataua (nacido en Wellington el 29 de diciembre de 1986) es un jugador de rugby samoano, que juega de talonador para la selección de rugby de Samoa y para el equipo de USAP en el Top 14 francés.
Su debut con la selección de Samoa se produjo en un partido contra Escocia en Durban el 8 de junio de 2013. 
Seleccionado para la Copa del Mundo de Rugby de 2015,	Leiataua anotó un ensayo en la derrota de su equipo frente a Escocia 33-36.En verano de 2016 ficha por el Aviron Bayonnais en su regreso al top 14
En verano de 2018, ficha por el USAP.